# Luddington (Warwickshire)
Pour les articles homonymes, voir Luddington.
Luddington est un village et une paroisse civile du Warwickshire, en Angleterre.